# Лисянська селищна територіальна громада
Ли́сянська селищна об'єднана територіальна громада — об'єднана територіальна громада в Україні, в Лисянському районі Черкаської області. Адміністративний центр — селище Лисянка.
Населення громади становить  16987 осіб (2018).
Утворена 5 жовтня 2018 року шляхом об'єднання Лисянської селищної та Дашуківської, Писарівської, Почапинської, Шестеринської сільських рад Лисянського району. Перші вибори відбулись 23 грудня 2018 року.
Згідно з розпорядженням Кабінету Міністрів України від 12.06.2020 № 728-р до складу громади були включені Боярська, Будищанська, Дібрівська, Журжинецька, Петрівсько-Попівська, Семенівська, Смільчинецька, Хижинська, Чаплинська сільські ради Лисянського району.

## Склад
До складу (2021 рік) громади входять:
| Населений пункт        | Населення, осіб (2001) |
| ---------------------- | ---------------------- |
| Верещаки, село         | 290                    |
| Дашуківка, село        | 470                    |
| Лисянка, селище        | 8206                   |
| Писарівка, село        | 250                    |
| Почапинці, село        | 1395                   |
| Шестеринці, село       | 455                    |
| Будище, село           | 611                    |
| Дібрівка, село         | 250                    |
| Журжинці, село         | 946                    |
| Петрівка-Попівка, село | 269                    |
| Семенівка, село        | 369                    |
| Хижинці, село          | 711                    |
| Смільчинці, село       | 601                    |
| Чаплинка, село         | 618                    |
| Боярка, село           | 664                    |
| Орли, село             | 309                    |
| Шушківка, село         | 105                    |
| Ганжалівка, село       | 226                    |
| Петрівська Гута, село  | 189                    |
| Чеснівка, село         | 159                    |